# Fastnet (zone)
Pour les articles homonymes, voir Fastnet.
La zone Fastnet est une zone de météorologie marine des bulletins larges de Météo-France située au large du sud de l'Irlande. Elle s'étend de 50°N à 52°30'N et de 6°15'W à 10°W. Elle est bordée par les zones de :
- Shannon à l'ouest
- Sole au sud
- Lundy à l'est

Elle doit son nom au rocher de Fastnet Rock qui se trouve dans ces parages et sur lequel se situe le phare de Fastnet.